# Classe Tsaplya
La classe Tsaplya (désigné "projet 1206.1 - Murena" par la marine soviétique) est une classe de navire de débarquement amphibie, de type Landing Craft Air Cushioned développé par l'Union soviétique puis la Russie de 1982 à 1991.
Trois exemplaires sont actuellement en service dans la marine de la république de Corée.

## Historique

### Conception
Cet aéroglisseur est une amélioration de la Classe Lebed ("projet 1206"). Comme sur ses prédécesseurs, l'aéroglisseur de Classe Tsaplya dispose d'un pont qui s'étend sur presque toute la longueur de l'appareil. Les deux turbines de sustentation, qui permettent le gonflement du coussin d'air, sont disposées à bâbord et à tribord. La propulsion s'effectue avec deux hélices situées à l'arrière de l'aéroglisseur, chacune équipée d'une gouverne de direction. Deux tourelles équipées de mitrailleuses de 30 mm AK-230 ou AK-630  sont situées devant la cabine de pilotage. Le pont inférieur sert de hangar. Il peut contenir un char d'assaut et 80 hommes, ou 25 tonnes de matériel et 180 hommes.
Aucun navire de cette classe n'a été vu en service en Russie depuis 1995. La Russie penserait remettre en service ces aéroglisseurs pour équiper les navires de Classe Lavina.

### Marine de Corée du Sud
La République de Corée a fait l'acquisition de 2005 à 2006 de trois aéroglisseurs de Classe Tsaplya auprès de la Russie. La Corée du Sud serait intéressée par des contrats de réparation des trois aéroglisseurs qu'elle possède déjà et met en service à partir de 2017 des aéroglisseurs de classe Solgae (LCAC) fabriqué localement.
Les trois unités :
- ROKS LSF-621, lancé le 19/08/2005 et entré en service le 29/09/2005
- ROKS LSF-622, lancé le 22/09/2006 et entré en service le 15/10/2006
- ROKS LSF-623, lancé le 15/10/2006 et entré en service le 30/12/2006

## Galerie

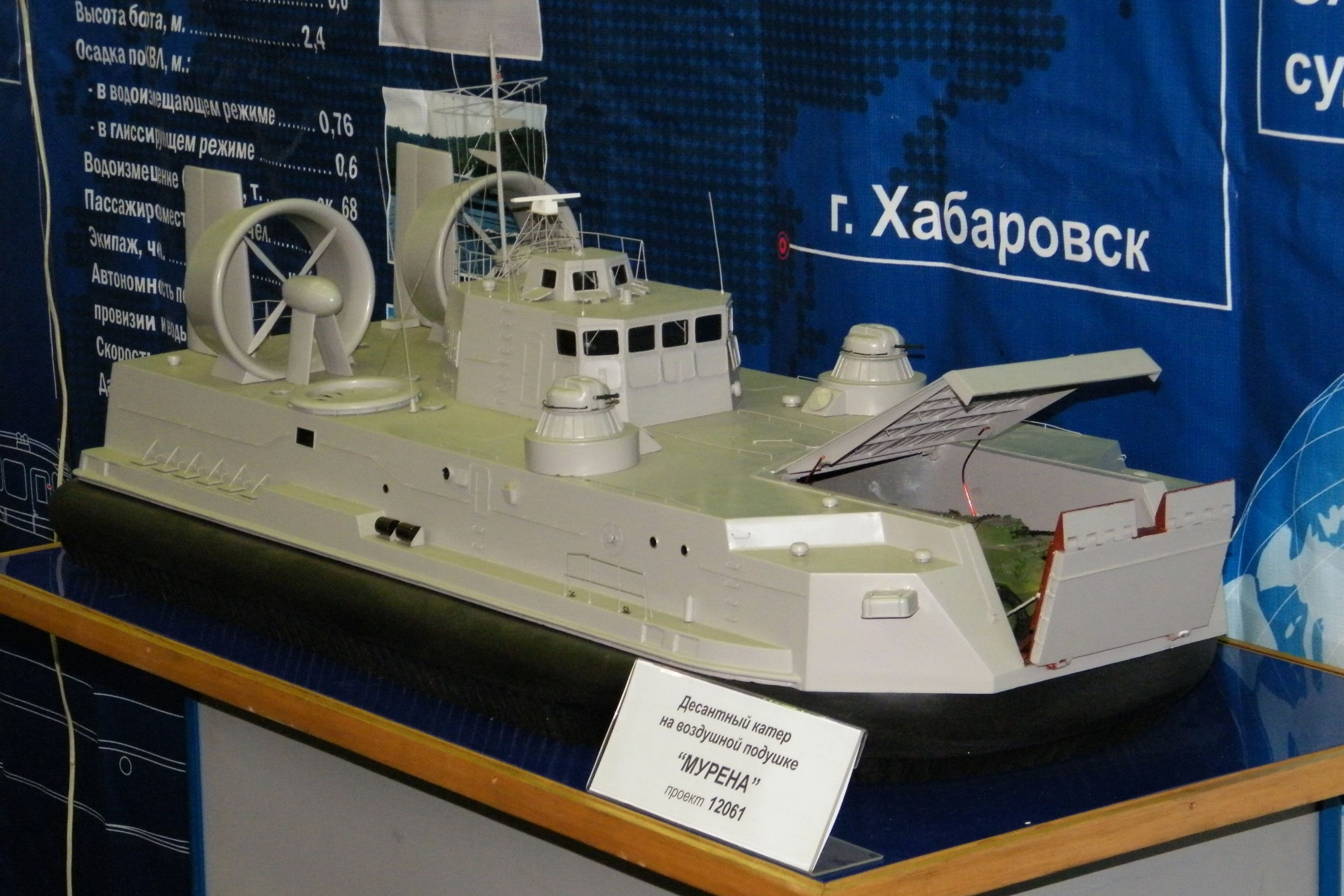
Maquette Projet «Мурена» 1206.1
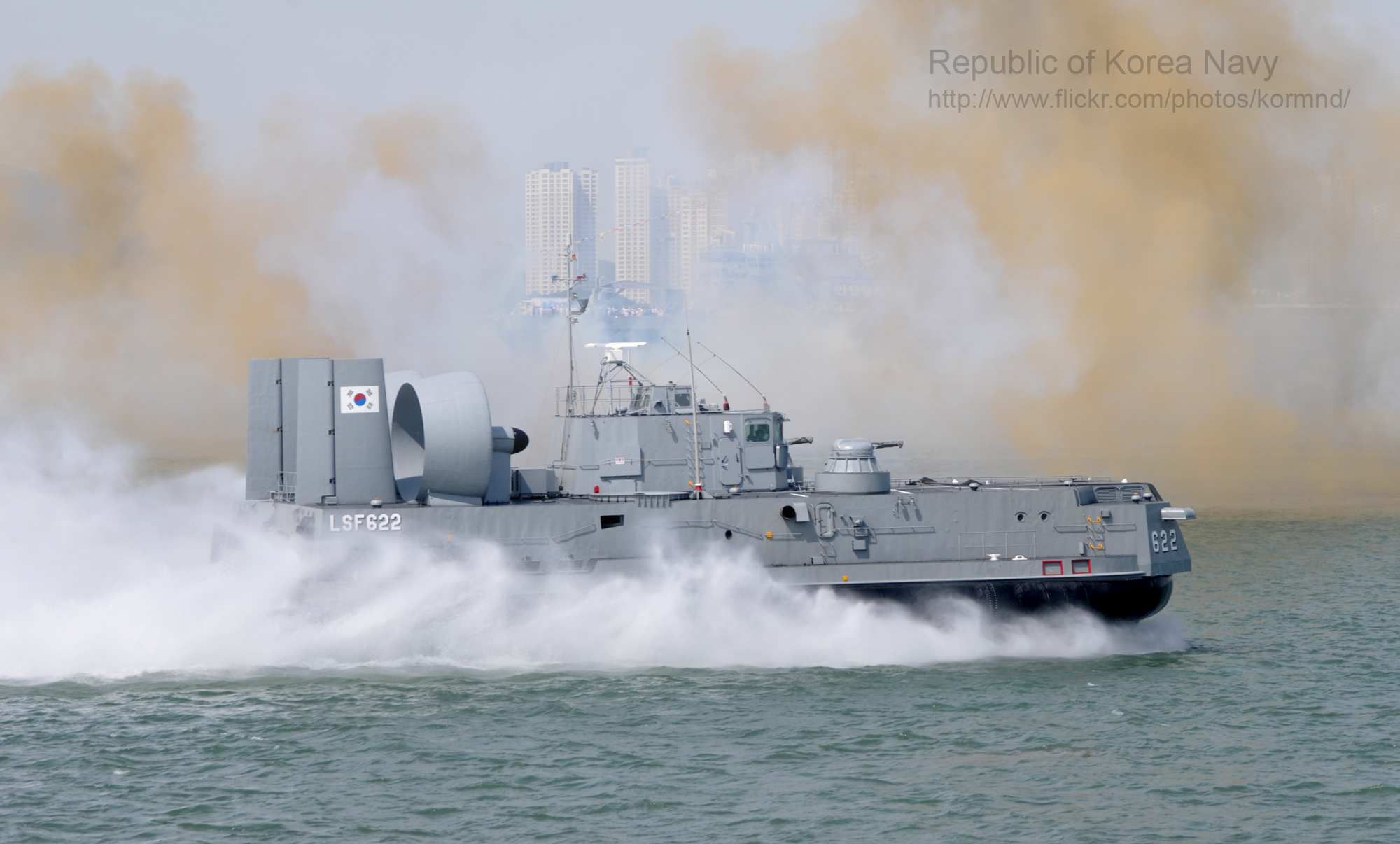
ROKS LSF-622